# Hubert Dreyfus
Hubert Dreyfus (ur. 15 października 1929 w Terre Haute, zm. 22 kwietnia 2017 w Berkeley) – amerykański filozof, profesor na Uniwersytecie Berkeley. Zajmował się fenomenologią, egzystencjalizmem, filozofią psychologii, filozofią literatury oraz filozoficznymi implikacjami sztucznej inteligencji.

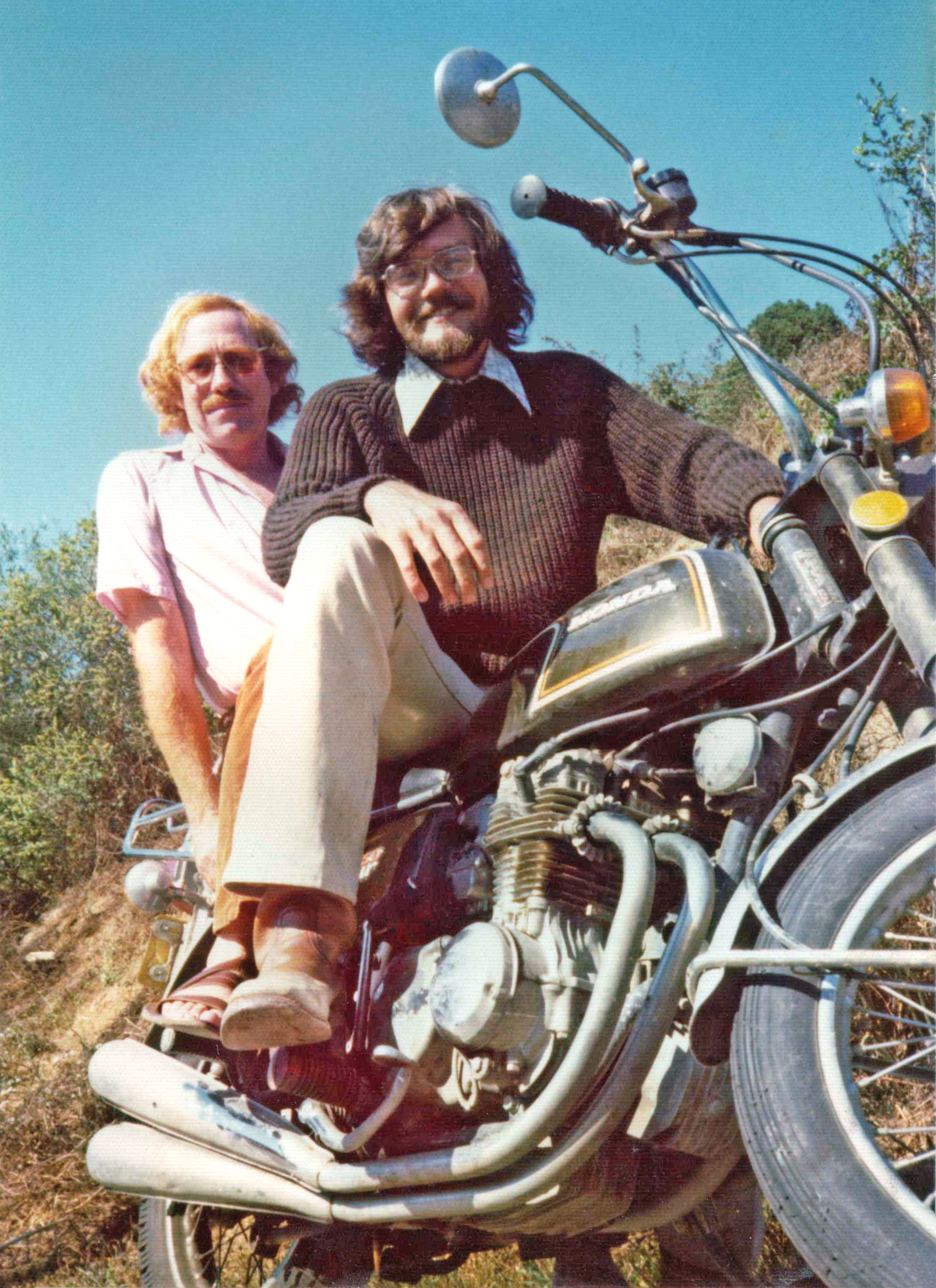
Hubert Dreyfus (po lewej) przed swoim domem w Berkeley w 1976 roku

## Życiorys
Uzyskał Bachelor of Arts w 1951, stopień Master of Arts w 1952 i stopień doktora w 1964 na Uniwersytecie Harvarda. Uważany za wybitnego znawcę dzieł Edmunda Husserla, Michela Foucaulta, Maurice’a Merleau-Ponty’ego oraz interpretacji dzieł Martina Heideggera.
Wykładał również na Uniwersytecie Brandeisa (1957 i 1959), w Massachusetts Institute of Technology w latach 1960 do 1968, na Uniwersytecie we Frankfurcie oraz w Hamilton College. Jego prace filozoficzne wywarły duży wpływ na Richarda Rorty’ego, Charlesa Taylora, Johna Searle’a. Jego krytyka fenomenologii egzystencjalnej oraz filozofii Jean-Paul Sartre znacznie przyczyniła się do osłabienia wpływu tej filozofii na współczesną myśl filozoficzną.
Zmarł 22 kwietnia 2017.

## Krytyka sztucznej inteligencji
Od 1960 krytykował badania nad sztuczną inteligencją. W swych pracach naukowych i książkach takich jak Alchemia i sztuczna inteligencja (1965), Czego komputery nie potrafią (1972, 1979, 1991) oraz Umysł ponad maszyną (1986), oceniał rozwój w dziedzinie sztucznej inteligencji oraz krytykował jej filozoficzne założenia.

### Alchemia i sztuczna inteligencja
W 1965 będąc wykładowcą na Instytucie Technologii w Massachusetts, został zaproszony przez Paula Armera do spędzenia lata w RAND Corporation w Santa Monica, gdzie napisał pracę „Alchemia i sztuczna inteligencja”. Był to jawny atak na poglądy dwóch wiodących naukowców w dziedzinie sztucznej inteligencji Allena Newella i Herberta Simona. Armer, który twierdził, że nie znał wcześniejszych publikacji Dreyfusa, i uważał, że zatrudnia obiektywnego krytyka, był zdziwiony tym ostrym atakiem i opóźniał publikację pracy. Ostatecznie została ona opublikowana jako wewnętrzne pismo RAND i wkrótce stała się bestsellerem. Praca ośmieszała badania nad sztuczną inteligencją przyrównując je do alchemii. Dreyfus nie tylko kwestionował wyniki badań, lecz przede wszystkim krytykował podstawowe założenia (według których, inteligencja to manipulowanie symbolami fizycznymi zgodnie z pewnymi zasadami), i głosił, że badania nad sztuczną inteligencją są skazane na porażkę. Dreyfus argumentował, że ludzka inteligencja i kompetencje są wynikiem nieświadomych instynktów, a nie świadomych manipulacji symbolami. Naukowcy i specjaliści rozwiązują problemy drogą intuicji, a nie drogą prób i błędów. Nie da się opisać tych nieświadomych umiejętności za pomocą formalnych reguł.

## Model rozwoju kompetencji
Razem ze swoim bratem Stuartem opracował model rozwoju kompetencji, nazwany od jego nazwiska.

## Inne osiągnięcia i wyróżnienia
Hubert Dreyfus wystąpił w filmie Tao Ruspoli Being in the World.

## Publikacje
- 1965. Alchemy and Artificial Intelligence. Rand Paper.
- 1972. What Computers Can’t Do: The Limits of Artificial Intelligence. ISBN 0-06-011082-1.
- 1979. What Computers Can’t Do: The Limits of Artificial Intelligence. (revised) ISBN 0-06-090613-8, ISBN 0-06-090624-3.
- 1983. (with Paul Rabinow) Michel Foucault: Beyond Structuralism and Hermeneutics. Chicago, Ill: The University of Chicago Press. ISBN 978-0-226-16312-3.
- 1986 (with Stuart Dreyfus). Mind Over Machine: The Power of Human Intuition and Expertise in the Era of the Computer. New York: Free Press.
- 1991. Being-in-the-World: A Commentary on Heidegger’s Being and Time, Division I. Cambridge, MA: MIT Press. ISBN 0-262-54056-8, ISBN 978-0-262-54056-8.
- 1992. What Computers Still Can’t Do: A Critique of Artificial Reason. Cambridge, MA: MIT Press. ISBN 0-262-54067-3.
- 2000. Heidegger, Authenticity, and Modernity: Essays in Honor of Hubert Dreyfus, Volume 1. Cambridge, MA: MIT Press. ISBN 0-262-73127-4.
- 2000. Heidegger, Coping, and Cognitive Science: Essays in Honor of Hubert L. Dreyfus, Volume 2. Cambridge, MA: MIT Press. ISBN 0-262-73128-2.
- 2002. On the Internet Revised Second Edition. London and New York: Routledge. ISBN 978-0-415-77516-8.
- 2011. (with Sean Dorrance Kelly)  All Things Shining: Reading the Western Classics to Find Meaning in a Secular Age.